# New Pine Creek (Kalifornija)
New Pine Creek je naseljeno područje za statističke svrhe u američkoj saveznoj državi Kalifornija. Prema popisu stanovništva iz 2010. u njemu je živjelo 98 stanovnika.